# Marsupella alpina
Marsupella alpina là một loài Rêu trong họ Gymnomitriaceae. Loài này được (Gottsche ex Husn.) Bernet mô tả khoa học đầu tiên năm 1888.